# 阿蒂 (科多尔省)
阿蒂（法語：Athie，法語發音：[ati]）是法国科多尔省的一个市镇，位于该省西部偏北，阿爾芒松河畔，属于蒙巴尔区。

## 地理
阿蒂（47°33'58"N, 4°15'14"E）面积5.92 平方千米，位于法国勃艮第-弗朗什-孔泰大區科多尔省，该省份为法国中东部省份，北起奥布省，西接涅夫勒省和约讷省，南至索恩-卢瓦尔省，东南接汝拉省，东临上索恩省，东北部与上马恩省接壤。
与阿蒂接壤的市镇（或旧市镇、城区）包括：瑟纳伊、维莱讷莱普雷沃特、维塞尔尼、科尔桑、凡莱穆捷、热莱巴尔、穆捷圣让。
阿蒂的时区为UTC+01:00、UTC+02:00（夏令时）。

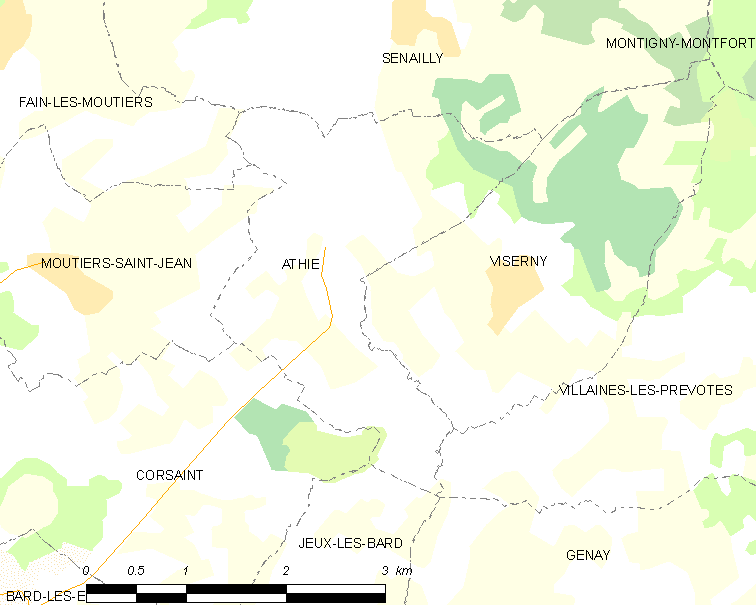
阿蒂的OSM定位图

## 行政
阿蒂的邮政编码为21500，INSEE市镇编码为21029。

## 政治
阿蒂所属的省级选区为蒙巴尔县。

## 交通
科多尔省省道D1线、D4线和D4J线在阿蒂交汇。

## 人口

1962-2008年间阿蒂人口变化图示

阿蒂于2022年1月1日时的人口数量为80人。